# Le Loroux-Bottereau
Le Loroux-Bottereau est une commune de l'Ouest de la France, située dans le département de la Loire-Atlantique, en région Pays de la Loire.

## Géographie

Situation de la commune du Loroux-Bottereau dans le département de la Loire-Atlantique.

Le Loroux-Bottereau est situé dans le Vignoble nantais, à environ 20 km au sud-est de Nantes.
Les communes limitrophes sont La Remaudière, Le Landreau, La Chapelle Heulin, Haute-Goulaine, Saint-Julien-de-Concelles et Divatte-sur-Loire en Loire-Atlantique, Orée d'Anjou en Maine-et-Loire.

### Climat
Pour des articles plus généraux, voir Climat des Pays de la Loire et Climat de la Loire-Atlantique.
En 2010, le climat de la commune est de type climat océanique altéré, selon une étude du CNRS s'appuyant sur une série de données couvrant la période 1971-2000. En 2020, Météo-France publie une typologie des climats de la France métropolitaine dans laquelle la commune est exposée à un climat océanique et est dans la région climatique Bretagne orientale et méridionale, Pays nantais, Vendée, caractérisée par une faible pluviométrie en été et une bonne insolation.
Pour la période 1971-2000, la température annuelle moyenne est de 11,9 °C, avec une amplitude thermique annuelle de 13,7 °C. Le cumul annuel moyen de précipitations est de 784 mm, avec 12,2 jours de précipitations en janvier et 6,4 jours en juillet. Pour la période 1991-2020, la température moyenne annuelle observée sur la station météorologique de Météo-France la plus proche, « Haie-Fouassière », sur la commune de La Haie-Fouassière à 10 km à vol d'oiseau, est de 12,8 °C et le cumul annuel moyen de précipitations est de 858,5 mm,. Pour l'avenir, les paramètres climatiques de la commune estimés pour 2050 selon différents scénarios d'émission de gaz à effet de serre sont consultables sur un site dédié publié par Météo-France en novembre 2022.

## Urbanisme

### Typologie
Au 1er janvier 2024, Le Loroux-Bottereau est catégorisée petite ville, selon la nouvelle grille communale de densité à sept niveaux définie par l'Insee en 2022.
Elle appartient à l'unité urbaine de Saint-Julien-de-Concelles, une agglomération intra-départementale regroupant deux  communes, dont elle est ville-centre,,. Par ailleurs la commune fait partie de l'aire d'attraction de Nantes, dont elle est une commune de la couronne,. Cette aire, qui regroupe 116 communes, est catégorisée dans les aires de 700 000 habitants ou plus (hors Paris),.

### Occupation des sols
L'occupation des sols de la commune, telle qu'elle ressort de la base de données européenne d’occupation biophysique des sols Corine Land Cover (CLC), est marquée par l'importance des territoires agricoles (89,5 % en 2018), en diminution par rapport à 1990 (93,8 %). La répartition détaillée en 2018 est la suivante : 
cultures permanentes (30,9 %), zones agricoles hétérogènes (27,6 %), terres arables (17,1 %), prairies (13,9 %), zones urbanisées (5,5 %), zones humides intérieures (3,4 %), forêts (1,6 %). L'évolution de l’occupation des sols de la commune et de ses infrastructures peut être observée sur les différentes représentations cartographiques du territoire : la carte de Cassini (XVIIIe siècle), la carte d'état-major (1820-1866) et les cartes ou photos aériennes de l'IGN pour la période actuelle (1950 à aujourd'hui).

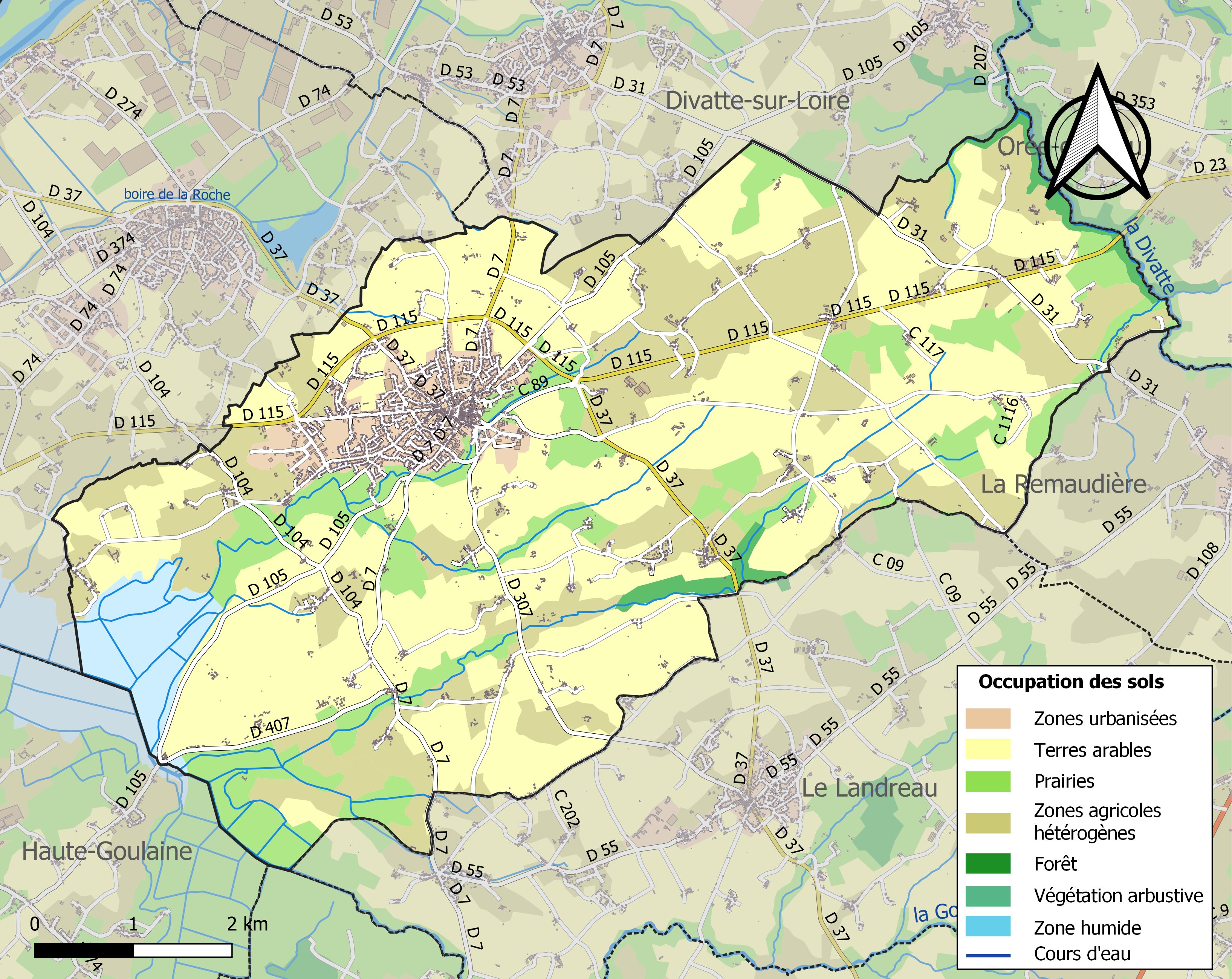
Carte des infrastructures et de l'occupation des sols de la commune en 2018 (CLC).

## Toponymie
Le nom de la localité est attesté sous les formes Oratorium en 1073, Oratorium Boterelli au XIVe siècle. Loroux rappelle que l'agglomération s’est développée autour d'un modeste oratoire (Oratorio/Oratorium), c'est-à-dire un lieu de prière. Bottereau vient de Boterellus, seigneur du lieu au XIIe siècle. « L’Oratoire de Boterel ».
Le Loroux-Bottereau se trouve à la limite entre le parlé angevin et le parlé gallo : le toponyme s'écrit Le Lorou en  écriture ABCD, L'Lorou en  écriture MOGA.  Le Lorór-Boterèu en écriture ELG. La forme bretonne actuelle proposée par l'Office public de la langue bretonne est Lavreer-Botorel. Bien qu'il existe une petite minorité de locuteurs de breton à l'époque contemporaine,, la population locale ne l'a pas traditionnellement parlé[réf. souhaitée].

## Histoire
L'histoire de Loroux-Bottereau est marquée par Pierre Landais 1430-1485 qui dirige le Duché de Bretagne au nom du duc François II et qui développe le commerce maritime. Il fortifia la ville, renforça son château, le Loroux-Bottereau étant sur la ligne défensive des Marches de Bretagne. Lors de la Révolution française, la population du Loroux-Bottereau se range majoritairement dans le camp des Vendéens royalistes et catholiques. Les hommes du secteur du Loroux-Bottereau forment une petite armée nommée « les Gars du Loroux », qui fait partie de la Grande Armée Catholique et Royale.
En février et mars 1794, la neuvième colonne incendiaire de Cordellier ravage le pays, faisant des milliers de morts et ne laissant que peu de bâtiments intacts. Plaques et croix (dont certaines posées à l’initiative de la famille Renoul) au cours des XIXe et XXe siècles, perpétuent le souvenir de cette période, notamment à Bas-Briacé, près du château de Briacé, aujourd'hui sur la commune du Landreau, marqué par le martyre d’André Ripoche.

### Scission: le Landreau
Le Chanoine Théard, édifie l'église du Landreau, sous le vocable de l'Immaculée Conception, entre 1845 et 1848, à cause de la distance séparant ses fidèles de l'église du Loroux-Bottereau ; une demande de scission est lancée.
Le 15 janvier 1846, le roi Louis-Philippe signe une ordonnance pour que Le Landreau devienne une paroisse succursale du Loroux. Le Landreau obtient son statut de paroisse, par ordonnance épiscopale, le 6 janvier 1847.
Durant l'année 1863, sous Napoléon III, la commune du Loroux-Bottereau se démembre d'une partie de son territoire, perdant environ un tiers de sa population, pour la création de la commune du Landreau. Le 1er novembre 1863, M. Chon, ancien membre du Conseil Municipal du Loroux-Bottereau, délégué par le Préfet, procède aux élections municipales. Cette réunion se tient à la maison de Racapé, propriété de M. Boutillier-Delisle, à défaut de Maison commune. Par ampliation d'un arrêté préfectoral, en date du 22 octobre 1863, est nommé M. Boutillier-Delisle, membre élu du conseil municipal, maire de la commune ; M. Chon est nommé adjoint au maire.

## Population et société

### Démographie
Selon le classement établi par l'Insee, Le Loroux-Bottereau fait partie de l'aire urbaine et de la zone d'emploi de Nantes et de l'unité urbaine et du bassin de vie de Saint-Julien-de-Concelles. Toujours selon l'Insee, en 2010, la répartition de la population sur le territoire de la commune était considérée comme « intermédiaire » : 57 % des habitants résidaient dans des zones « intermédiaires », 41 % dans des zones « peu denses » et 2 % dans des zones « très peu denses ».

#### Évolution démographique
En 1863, la commune cède une partie de son territoire pour permettre la création du Landreau.
L'évolution du nombre d'habitants est connue à travers les recensements de la population effectués dans la commune depuis 1793. Pour les communes de moins de 10 000 habitants, une enquête de recensement portant sur toute la population est réalisée tous les cinq ans, les populations de référence des années intermédiaires étant quant à elles estimées par interpolation ou extrapolation. Pour la commune, le premier recensement exhaustif entrant dans le cadre du nouveau dispositif a été réalisé en 2008.

En 2022, la commune comptait 8 595 habitants, en évolution de +5,77 % par rapport à 2016 (Loire-Atlantique : +6,68 %, France hors Mayotte : +2,11 %).
| 1793  | 1800  | 1806  | 1821  | 1831  | 1836  | 1841  | 1846  | 1851  |
| ----- | ----- | ----- | ----- | ----- | ----- | ----- | ----- | ----- |
| 7 200 | 2 996 | 4 971 | 4 991 | 4 991 | 5 335 | 5 012 | 5 681 | 5 932 |

| 1856  | 1861  | 1866  | 1872  | 1876  | 1881  | 1886  | 1891  | 1896  |
| ----- | ----- | ----- | ----- | ----- | ----- | ----- | ----- | ----- |
| 6 058 | 6 163 | 4 195 | 4 067 | 4 105 | 4 007 | 4 029 | 3 809 | 3 666 |

| 1901  | 1906  | 1911  | 1921  | 1926  | 1931  | 1936  | 1946  | 1954  |
| ----- | ----- | ----- | ----- | ----- | ----- | ----- | ----- | ----- |
| 3 572 | 3 573 | 3 476 | 3 110 | 3 135 | 3 052 | 3 069 | 2 986 | 3 024 |

| 1962  | 1968  | 1975  | 1982  | 1990  | 1999  | 2006  | 2008  | 2013  |
| ----- | ----- | ----- | ----- | ----- | ----- | ----- | ----- | ----- |
| 3 067 | 3 204 | 3 488 | 4 033 | 4 353 | 4 936 | 6 023 | 6 330 | 7 879 |

| 2018  | 2022  | - | - | - | - | - | - | - |
| ----- | ----- | - | - | - | - | - | - | - |
| 8 327 | 8 595 | - | - | - | - | - | - | - |

#### Pyramide des âges
La population de la commune est relativement jeune.
En 2018, le taux de personnes d'un âge inférieur à 30 ans s'élève à 38,3 %, soit au-dessus de la moyenne départementale (37,3 %). À l'inverse, le taux de personnes d'âge supérieur à 60 ans est de 19,1 % la même année, alors qu'il est de 23,8 % au niveau départemental.
En 2018, la commune comptait 4 142 hommes pour 4 185 femmes, soit un taux de 50,26 % de femmes, légèrement inférieur au taux départemental (51,42 %).
Les pyramides des âges de la commune et du département s'établissent comme suit.
| Hommes | Classe d’âge | Femmes |
| ------ | ------------ | ------ |
| 0,5    | 90 ou +      | 1,5    |
| 4,9    | 75-89 ans    | 7,3    |
| 11,8   | 60-74 ans    | 12,2   |
| 21,1   | 45-59 ans    | 20,1   |
| 21,7   | 30-44 ans    | 22,4   |
| 17,0   | 15-29 ans    | 15,6   |
| 23,1   | 0-14 ans     | 21,0   |

| Hommes | Classe d’âge | Femmes |
| ------ | ------------ | ------ |
| 0,6    | 90 ou +      | 1,8    |
| 6      | 75-89 ans    | 8,6    |
| 15,1   | 60-74 ans    | 16,4   |
| 19,4   | 45-59 ans    | 18,8   |
| 20,1   | 30-44 ans    | 19,3   |
| 19,2   | 15-29 ans    | 17,4   |
| 19,5   | 0-14 ans     | 17,6   |

### Enseignement
Le Loroux-Bottereau compte deux écoles primaires (une publique, Maxime-Marchand, et une privée, Sainte-Anne - Saint-Jean-Baptiste), et deux collèges (Notre-Dame pour le privé et Auguste-Mailloux pour le public).

### Santé
En 2018 a commencé la construction d'un bâtiment regroupant des commerces et un pôle santé. La commune compte un des deux sites de l'Hôpital Intercommunal Sèvre et Loire, structure hospitalière présentant un autre site sur la commune de Vertou. Le site historique de l'hôpital, qui a été fondé au XVIIIe siècle, va être déménagé vers un nouveau site dans la commune. L'ARS a en effet autorisé le transfert de l'établissement pour offrir à la commune un site plus adapté aux besoins actuels de santé. Le déménagement devrait être effectif courant 2019.

### Sports
La ville dispose d'un complexe sportif (deux terrains synthétiques, une tribune et un gymnase) pour un montant de 9 millions d'euros.

## Culture locale et patrimoine

### Manifestations culturelles et festivités
En 1470, sous la Bretagne souveraine et sans doute à l'initiative de Pierre Landais, La foire de la Sainte Catherine est née. Cette foire agricole se déroulait au mois de novembre et regroupait les habitants des communes voisines. En 2015, plus de 150 exposants étaient présents tout autour du palais des congrès et dans le centre-ville, afin de proposer aux chalands des démonstrations ou des dégustations. Après 537 années d’existence, la municipalité l'a transformée en 2016 en marché de Noël autour de la place de l’église. N'ayant pas su renouveler le concept cette foire a périclité mettant fin à plus de cinq siècles d'histoire.

### Lieux et monuments
- L'église Saint-Jean-Baptiste, troisième du nom, est construite de 1858 à 1870 (durant le mandat d'Aymé-Simon Renoul, maire sous le Second Empire) dans le style néo-gothique par l'architecte Henry Faucheur. Son clocher, de 75 mètres de haut, cache 8 cloches d'airain de 11 tonnes. Elle abrite un ensemble de fresques (vers 1170-1180), découvertes dans la chapelle Saint-Laurent, le 21 juillet 1822, illustrant des scènes légendaires de la vie de l’ermite saint Gilles. Elles sont classées Monument historique en 1923[30]. Le panneau supérieur représente celle où il est blessé, lors d’une chasse, par Flavius, roi des Goths ; le panneau inférieur décrit un autre épisode où, à genou, un souverain coupable de relations incestueuses avec sa sœur, implore le saint homme de lui obtenir le pardon divin. Selon une tradition relatant la vie de saint Gilles, ce souverain est Charles Martel, mais le MAGNVS sur la fresque indique que celle-ci s’inspire d’une autre version légendaire, identifiant le souverain à Charlemagne, qui est pourtant né plusieurs années après la mort de l’ermite.

Église Saint-Jean-Baptiste
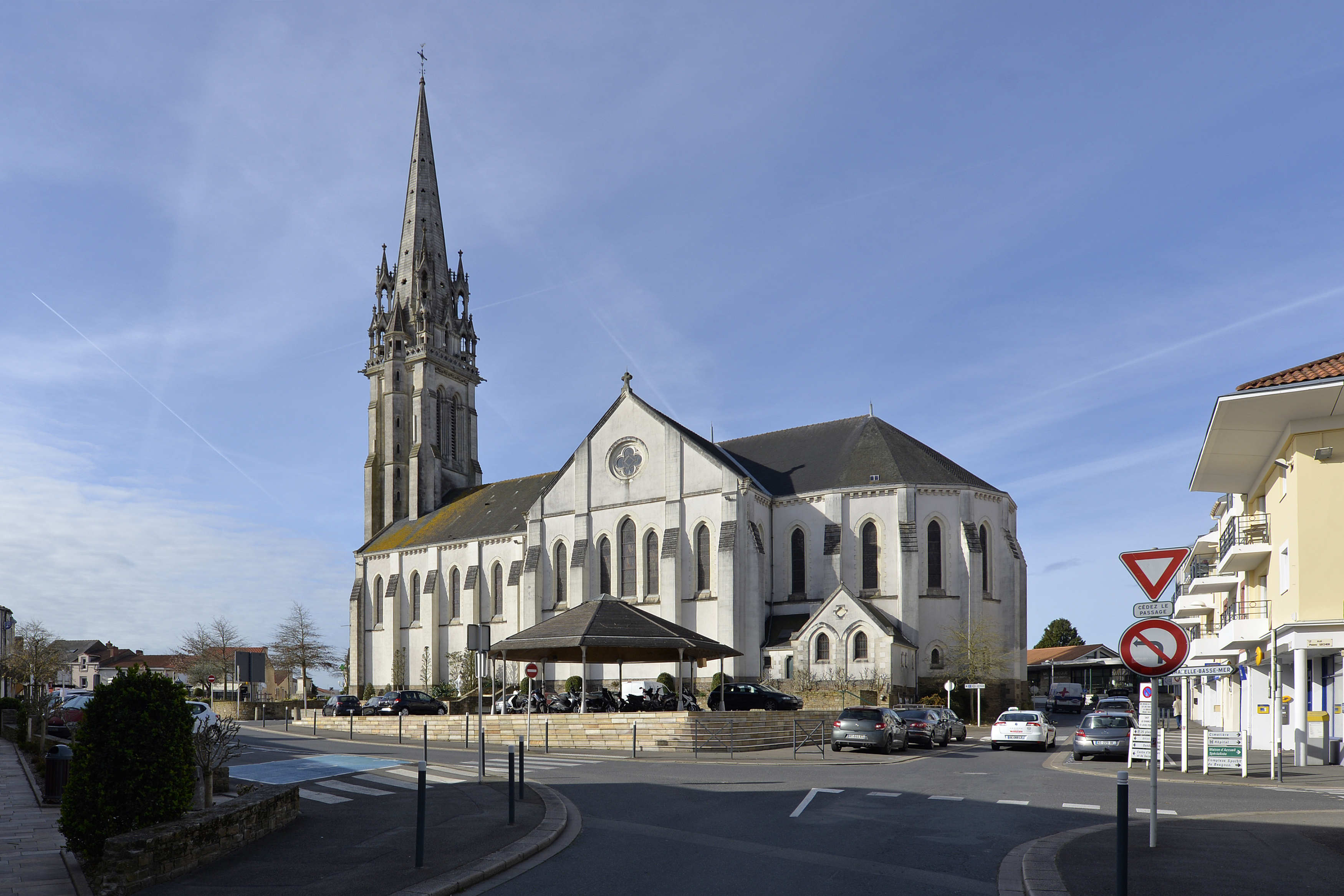
Vue d'ensemble.
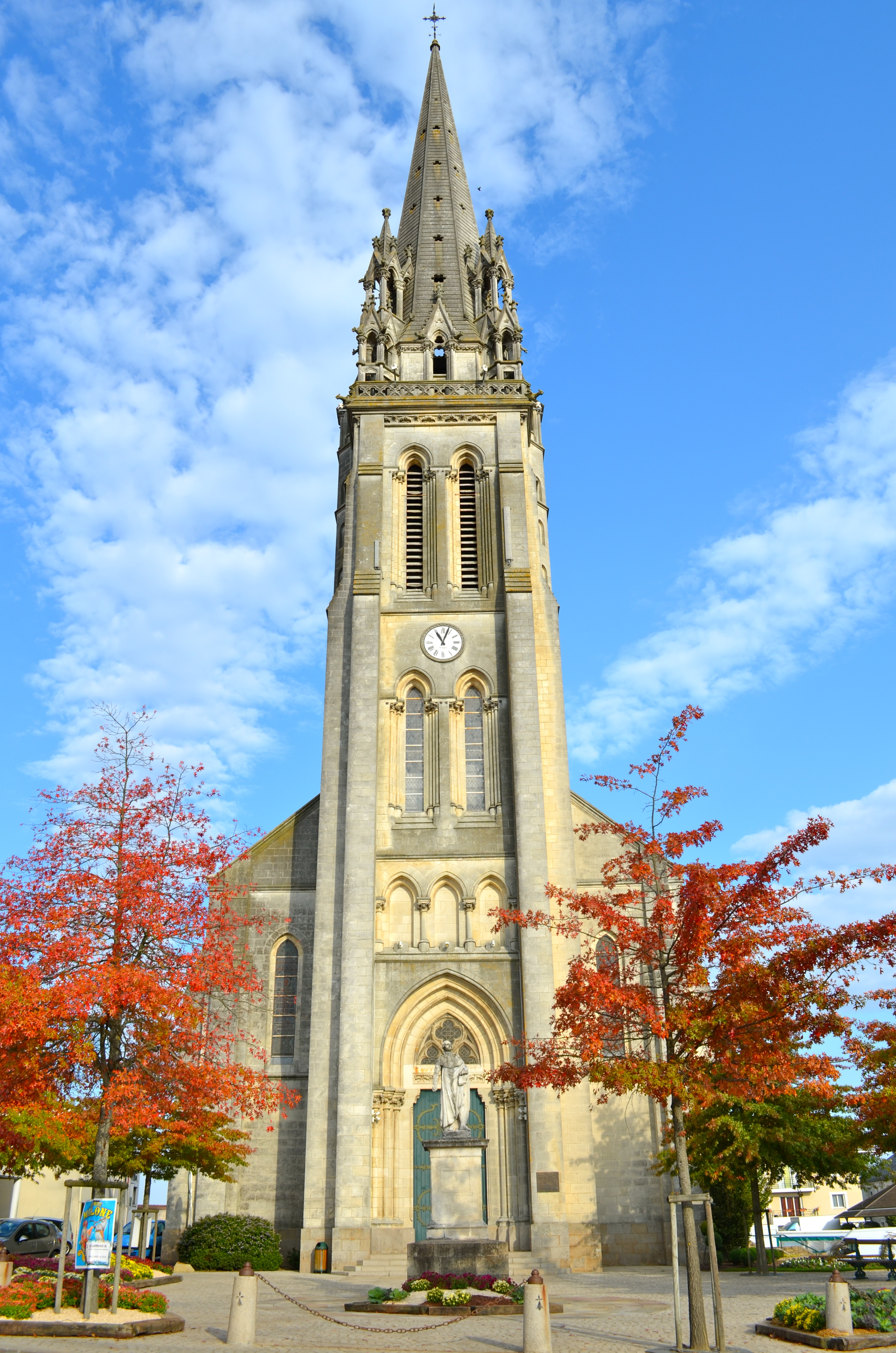
Clocher.
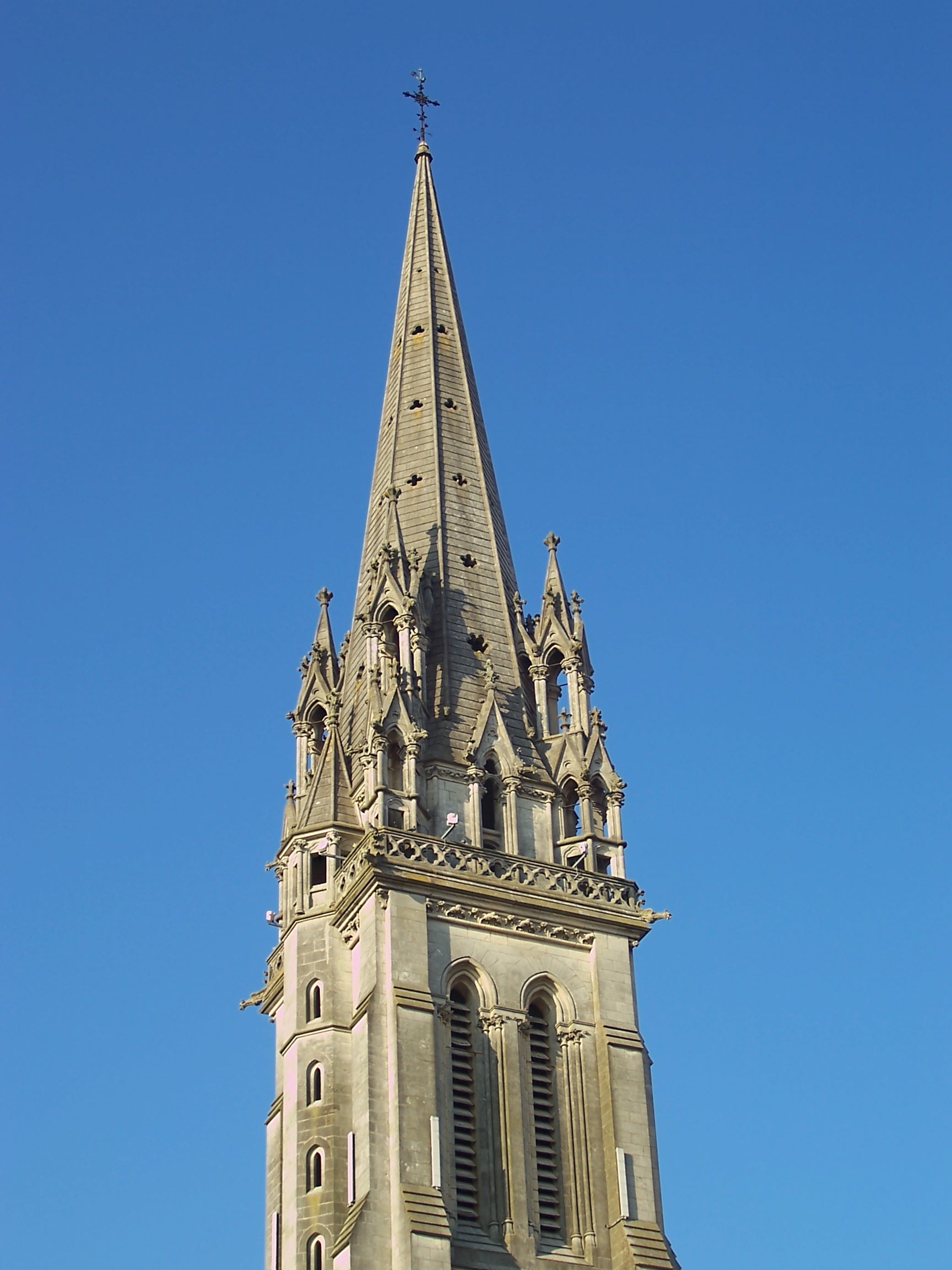
Détail du clocher.
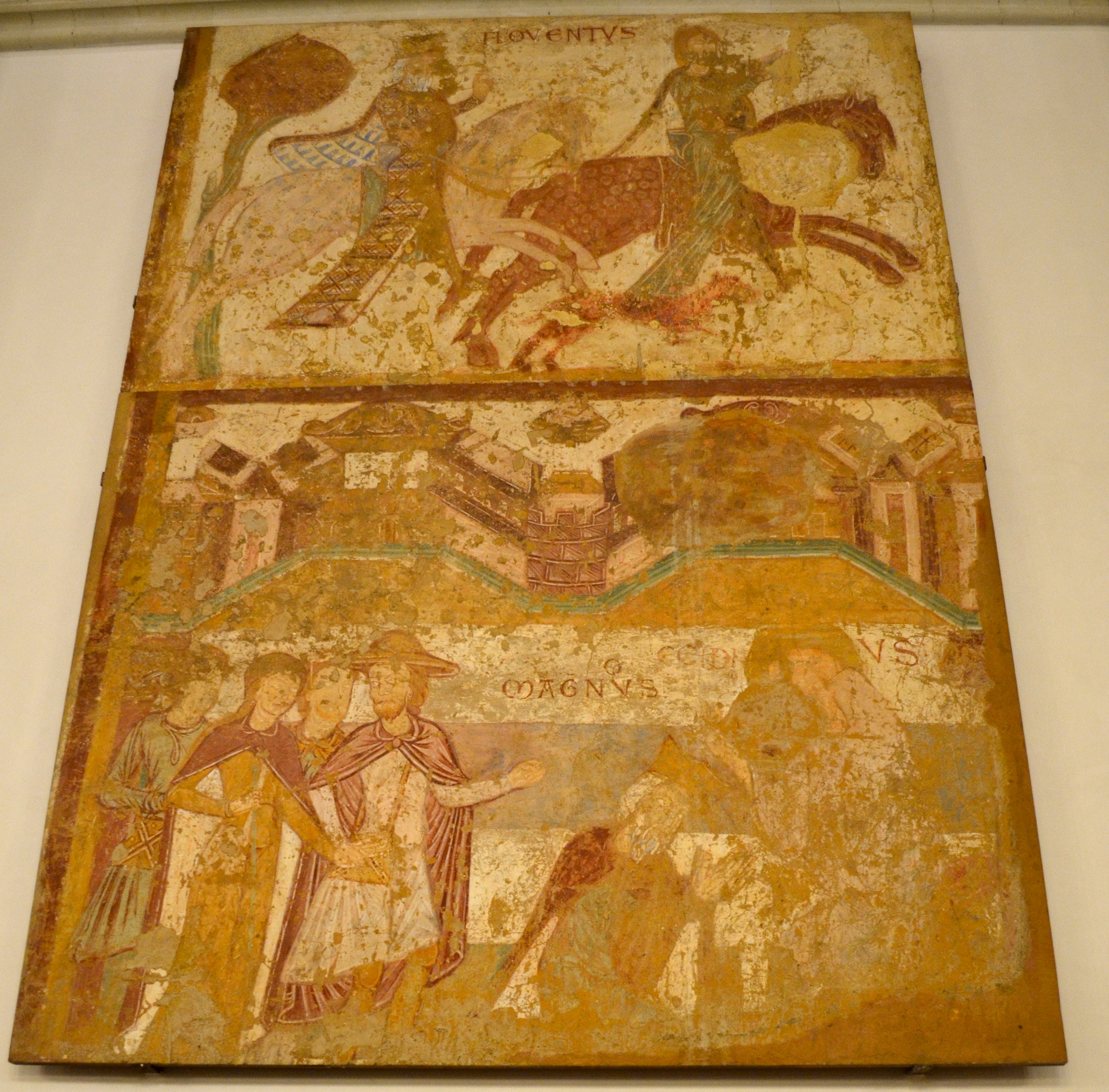
Fresques de Saint Gilles.

- Une des cinq statues — existant encore en France — du roi Louis XVI, œuvre du sculpteur Dominique Molknecht est datée de 1823 (avec celle de la place Maréchal-Foch de Nantes). Celle qui est placée sur le parvis de l'église du bourg est une copie (l'original se trouvant à l'office de tourisme). Au mois d'août 1988, l'aîné des Capétiens, Alphonse de Bourbon, duc d'Anjou, invité par Pierre Renoul et la municipalité, y dépose une gerbe de lys blancs. Le roi Charles X a déjà honoré le Loroux-Bottereau en lui offrant une peinture de saint Jean-Baptiste, exposée dans l'église. .

Statue de Louis XVI devant l'église
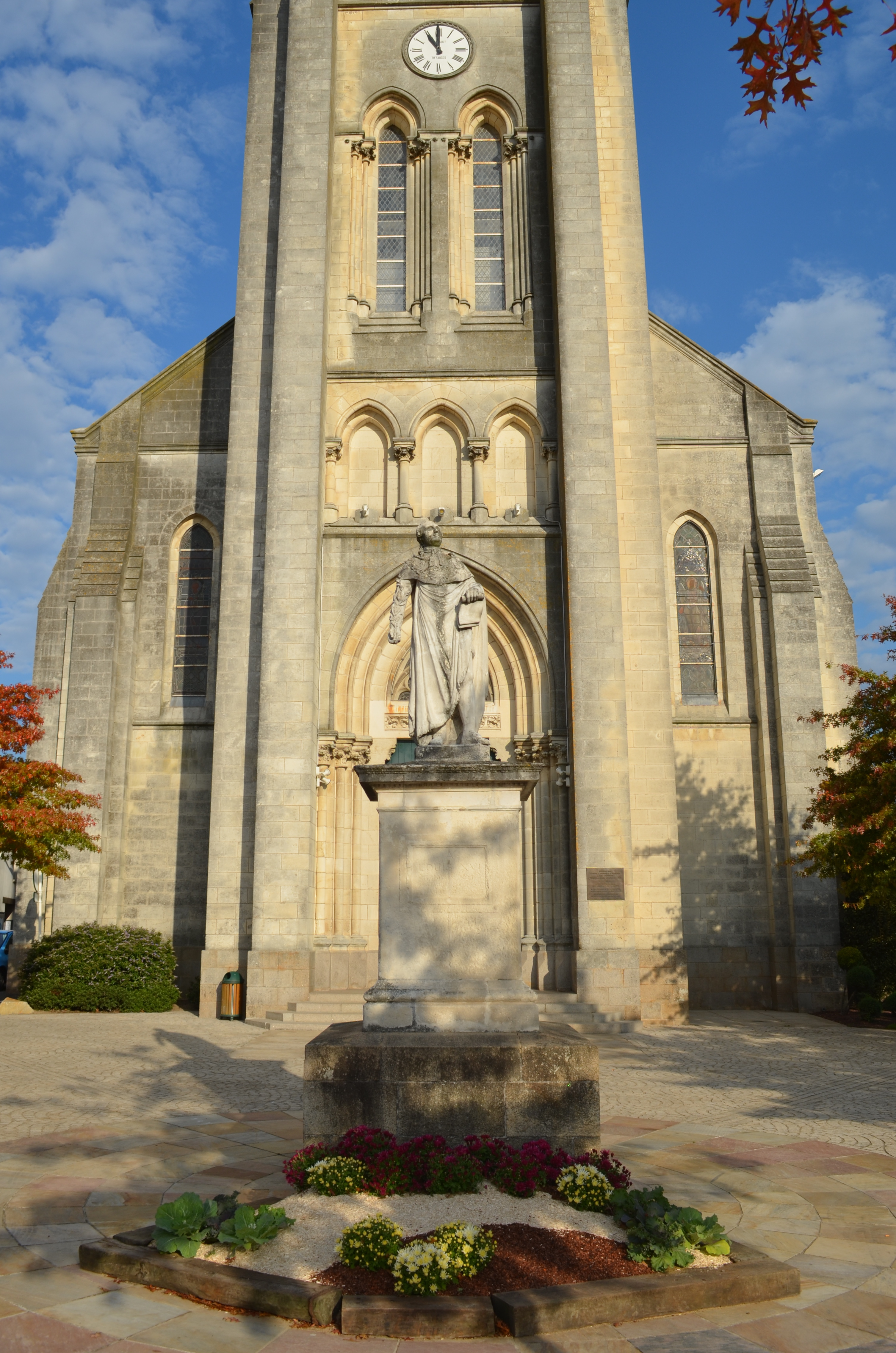
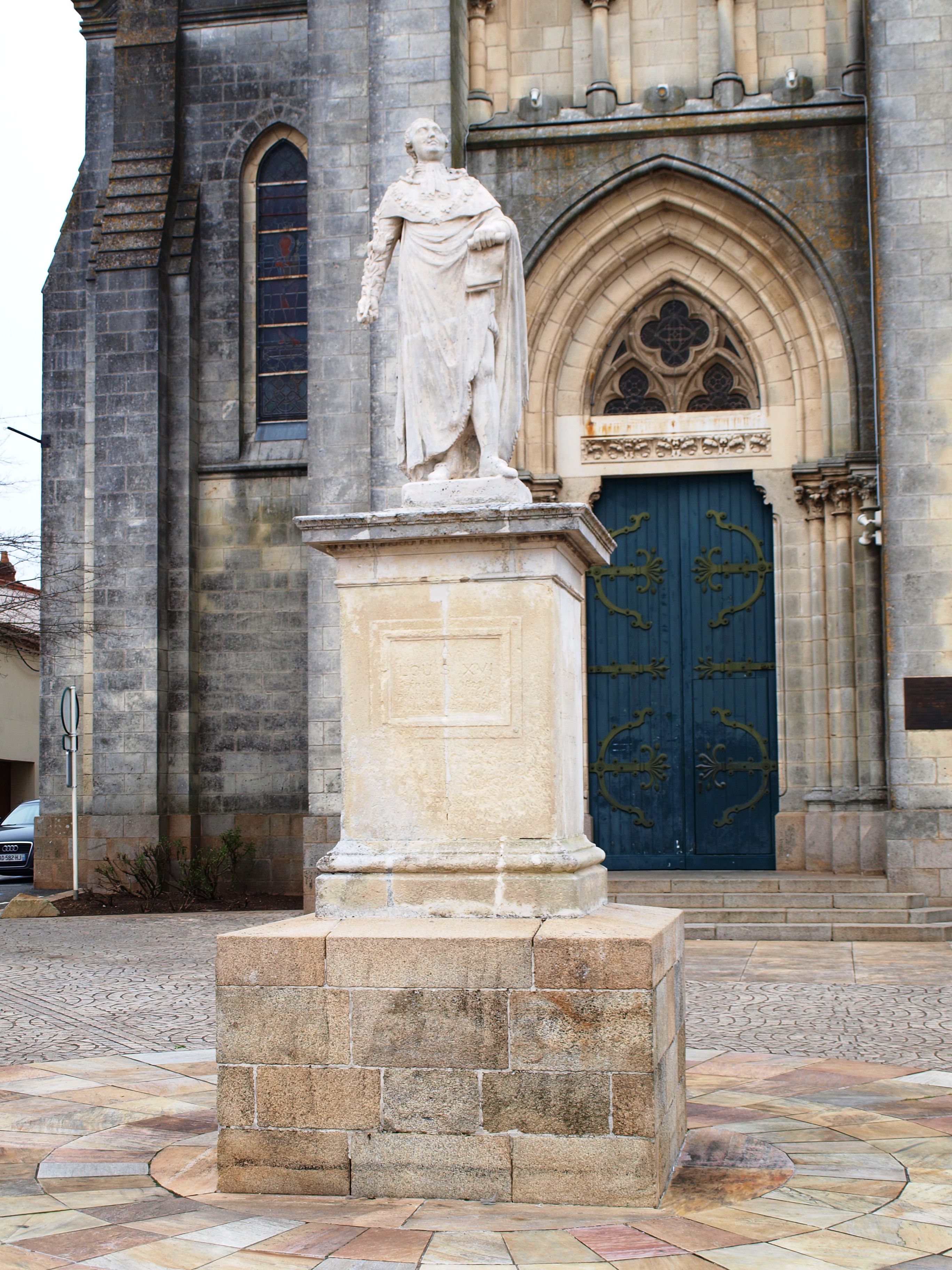
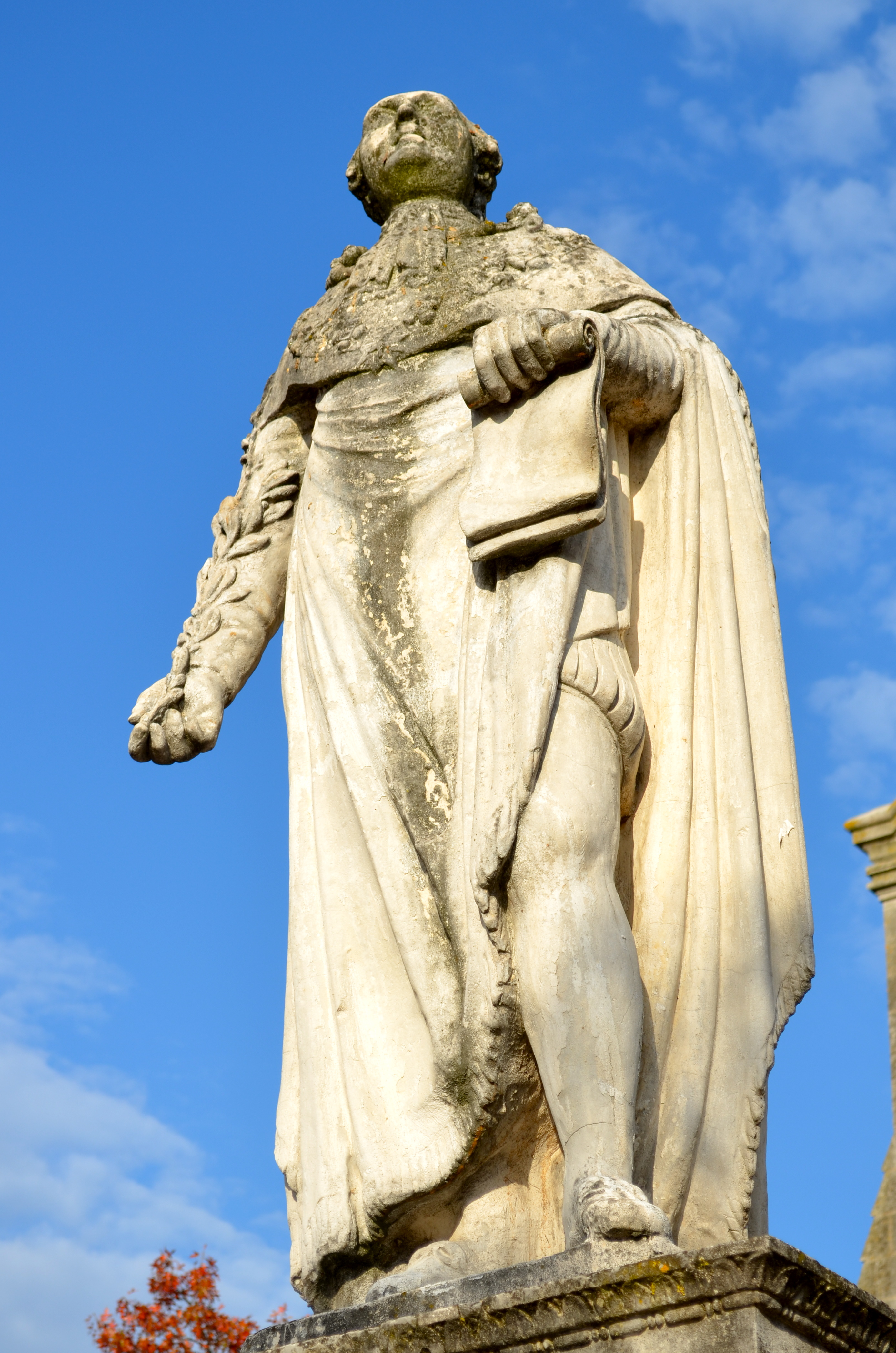
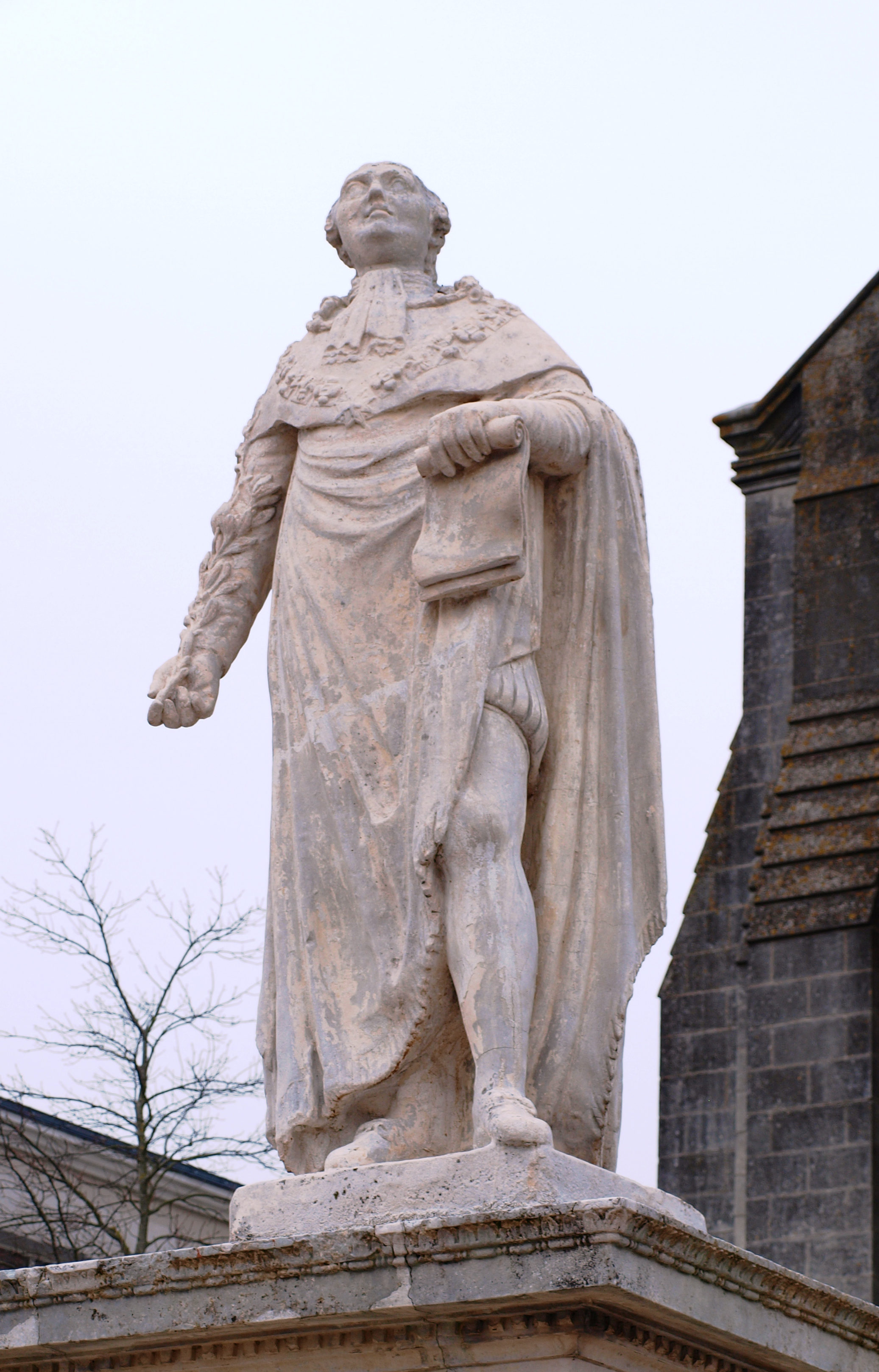

- L'ancienne chapelle Saint-Laurent, désaffectée à la Révolution, puis bâtiment public affecté à divers usages successifs, est démolie en 1974. Il n’en subsiste aujourd’hui que l’ogive d’une porte latérale, remontée sur son lieu d’origine.
- Le Palais des Congrès, inauguré en 1969, a été un long moment place principale d'évènements, festivités et de vote. Il était réservé et utilisé presque tous les jours. Ce dernier s'embrase le vendredi 24 mai 2024, de cause supposément accidentelle, avant d'être détruit quelques heures plus tard. (Pas d'avancées pour le moment)
- Château du Loroux-Bottereau, les remparts et trois tours tronquées sont les seuls vestiges du château fort de la ville. Son histoire remonte au XIIe siècle. Il a été successivement propriété du seigneur Botterel, puis à la Maison de Machecoul, de Gilles de Rais et de Pierre Landais (décédé en 1485). Ce dernier a créé un château imposant à partir d'un château existant du XIIIe siècle. Celui-ci passera ensuite entre les mains de la famille de Goulaine, puis de la famille de Rosmadec.

Vestiges du château
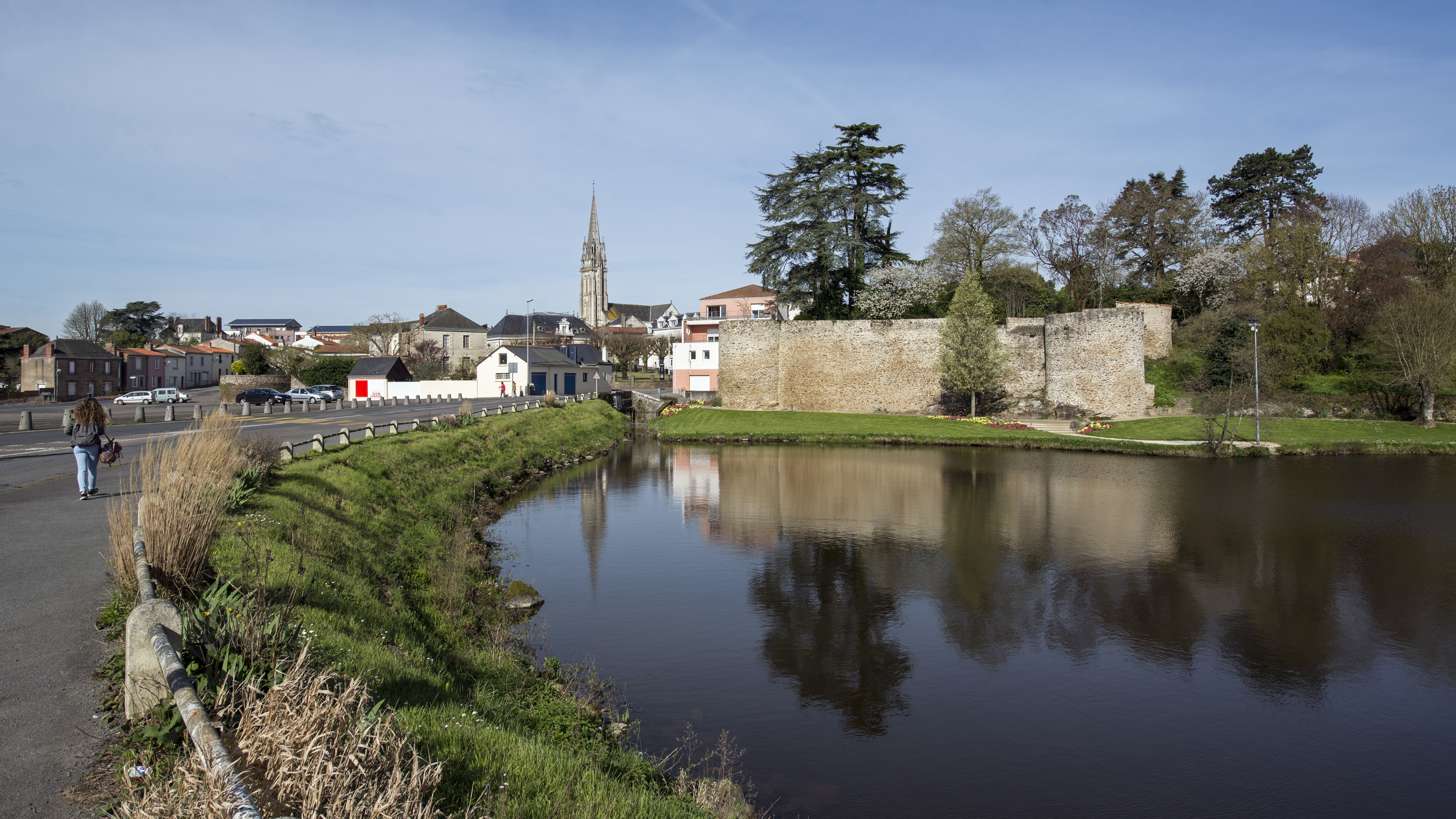
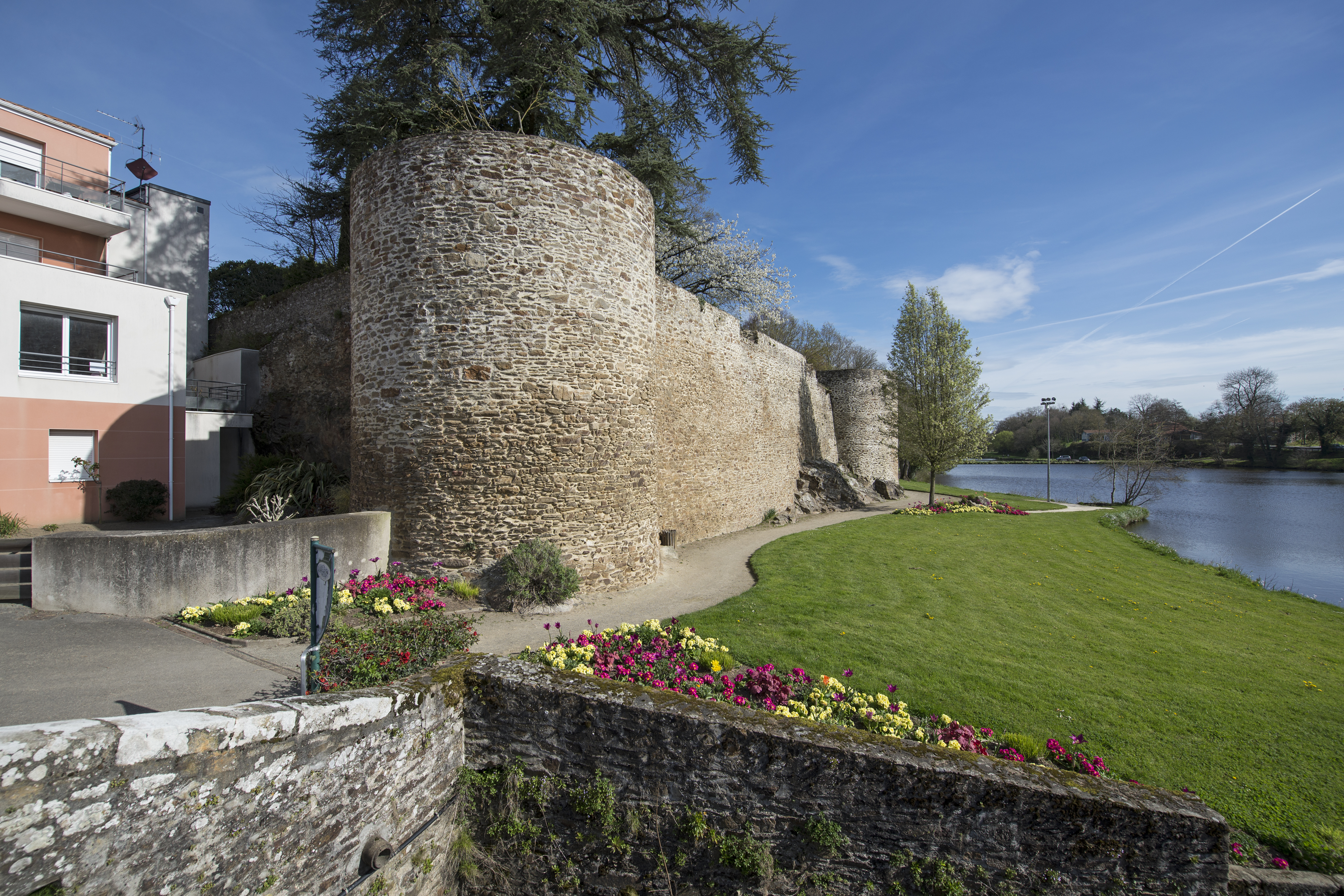
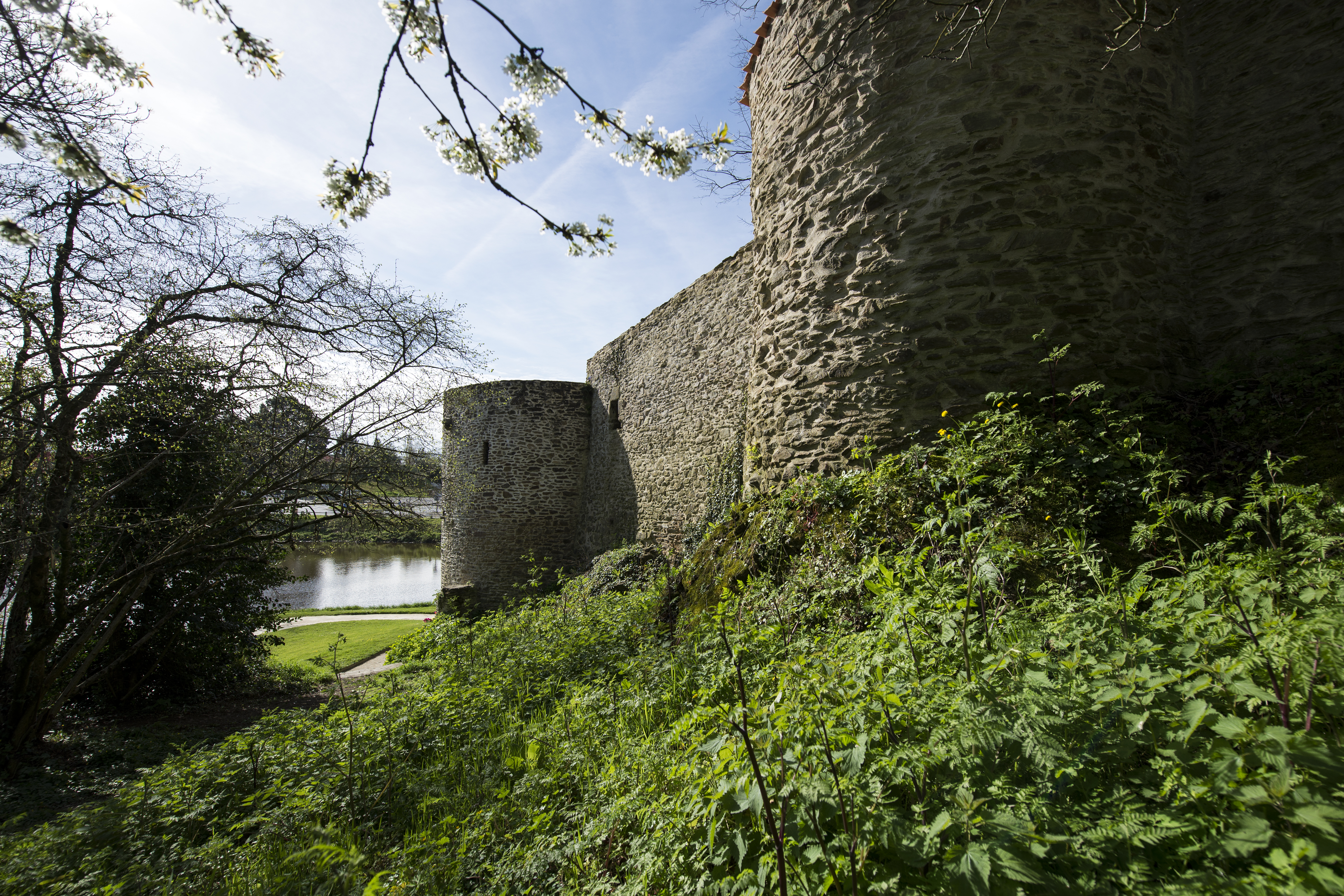
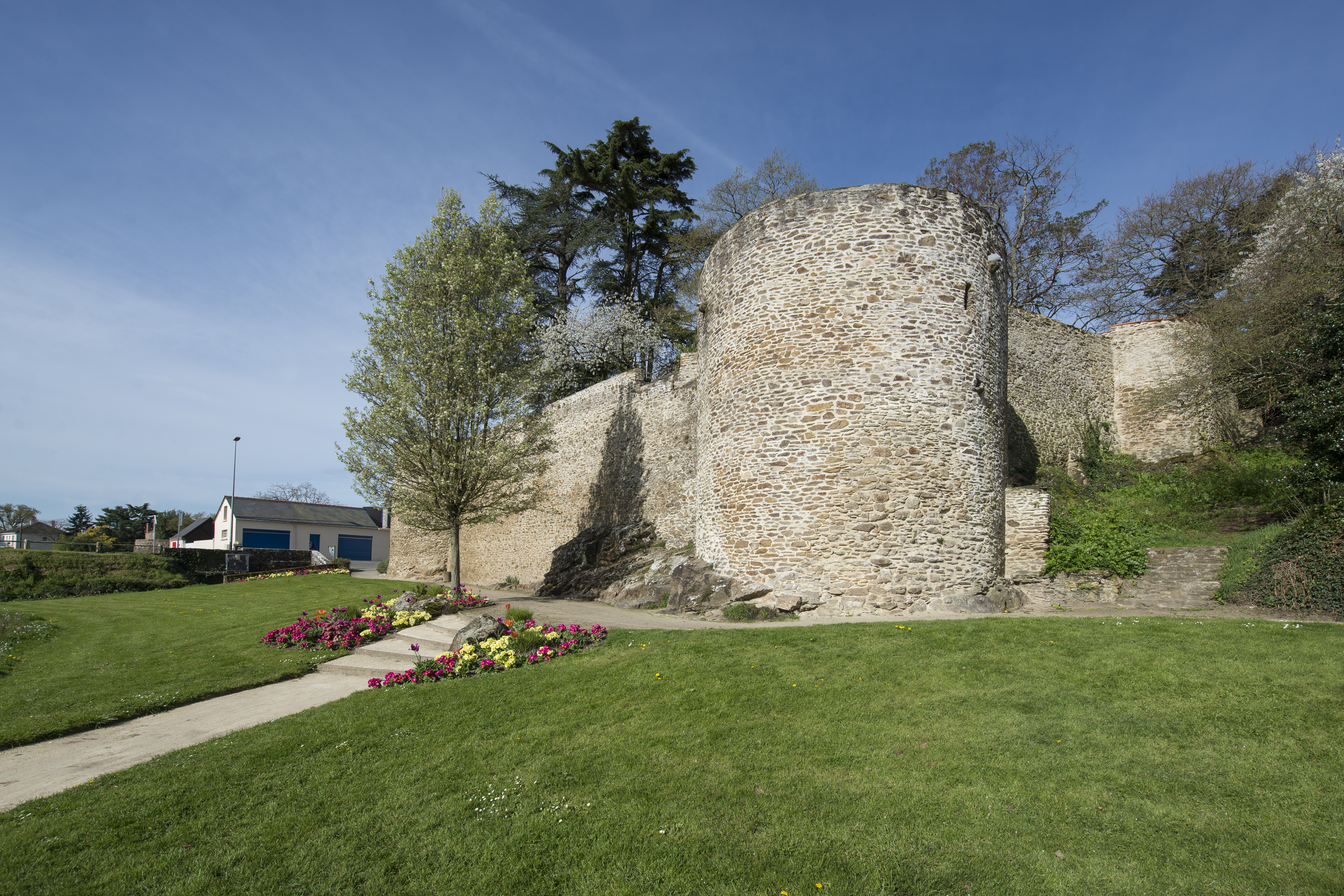

- Les moulins du Pé sont deux anciens moulins à vent du milieu du XIXe siècle, situés sur un pé (une butte) de 64 m d'altitude. Ils mesurent près de 15 m de haut. Le plus petit est réhabilité en habitation. Le second, qui n'a plus son toit, est aménagé en point de vue duquel l'on peut voir les alentours sur 360°. Contre sa face ouest est posé un Christ-Roi de 5,6 m et de 6 300 kg. Cette sculpture, œuvre de Jean Fréour, date de 1956 et est faite à la demande de l'abbé Lemaistre. La croix contre laquelle la statue est appuyée mesure 17 m.

Les moulins du Pé
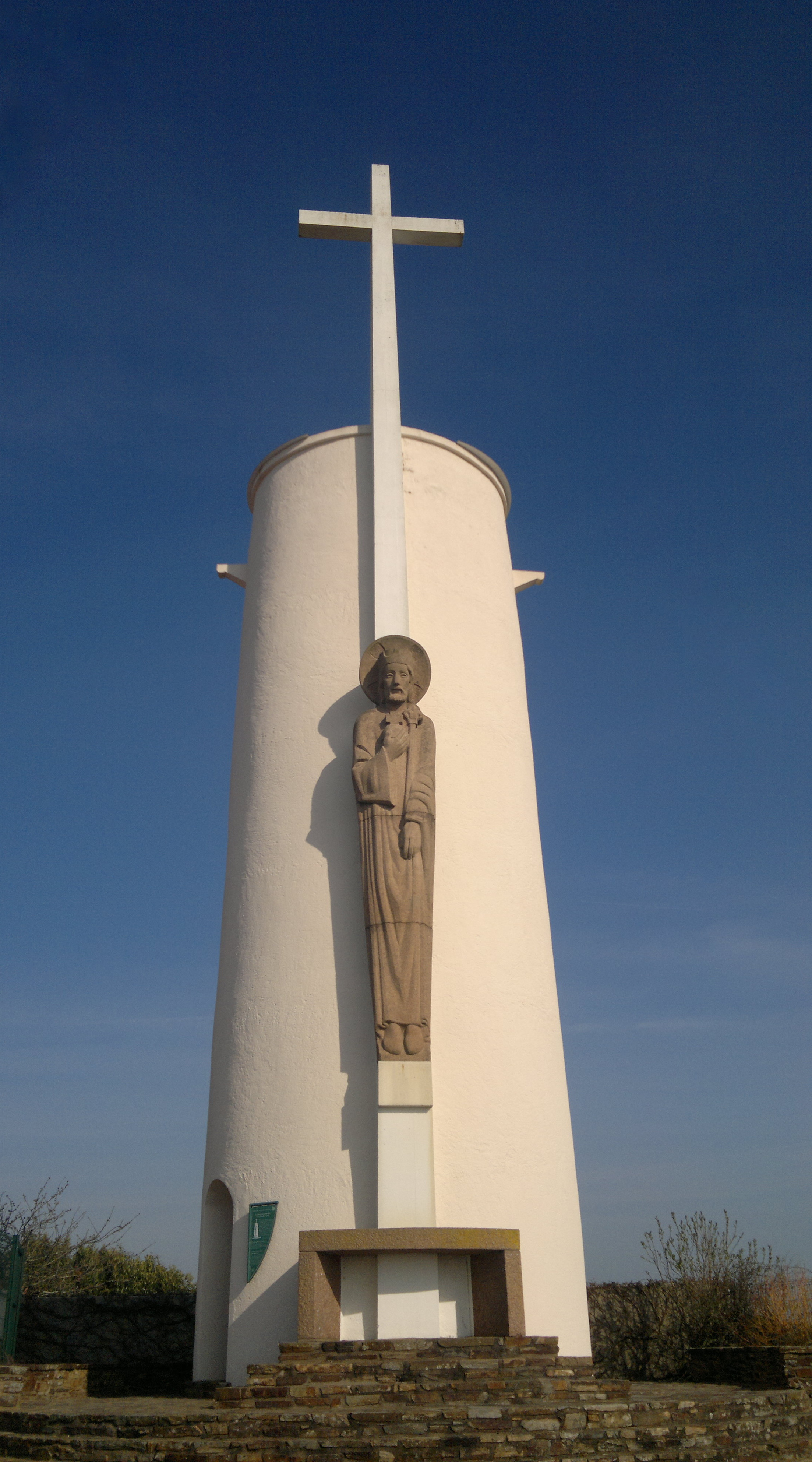
Le moulin au Christ-Roi.
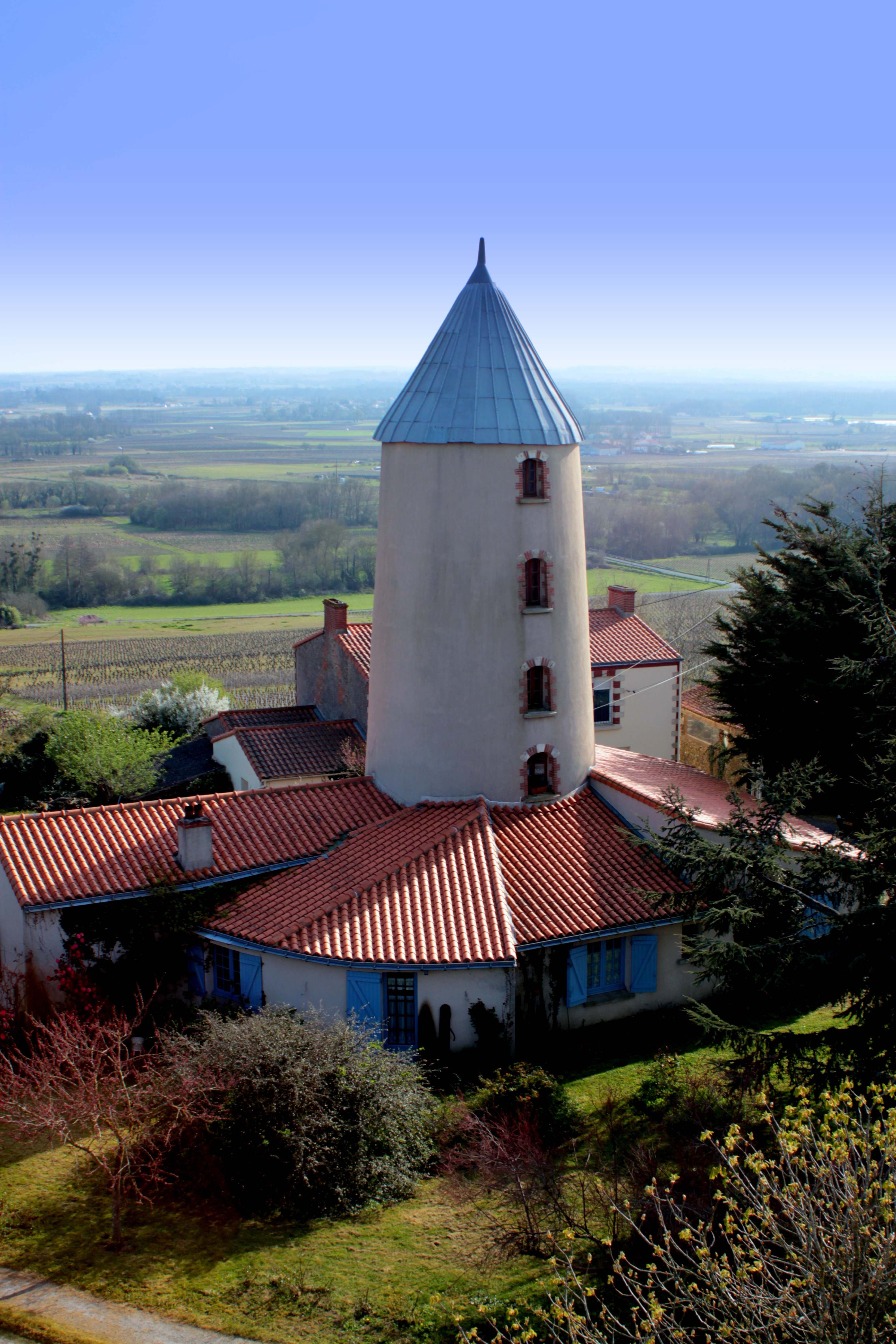
Le moulin habité.

- L'abbaye Sainte-Radegonde abrite un musée[31],[32] viti-vinicole très complet, balayant toute l'histoire de la vigne, du vin et des métiers apparentés à ce secteur d'activité.

- La croix Cahyer (ou croix Cahier) est mentionnée dans des textes depuis le XVe siècle. Brisée par les troupes républicaines en 1794, reconstruite en 1800, elle chute en 1978. Après plusieurs tentatives de restauration dans les années 1980 et 90, elle est finalement restaurée par un tailleur de pierre nantais et inaugurée en 1996[33].
- Le manoir de la Dixmerie
- Le manoir de la Mouchetière
- Le manoir de la Haie-Bottereau
- Le manoir de Malonnière
- Le manoir de Guérande
- Le manoir de Pont de l'Ouen
- Le manoir de Pé-Pucelle
- Le manoir de Maillardière
- L'ancien manoir de la Cour-du-Chêne

Croix Cahyer
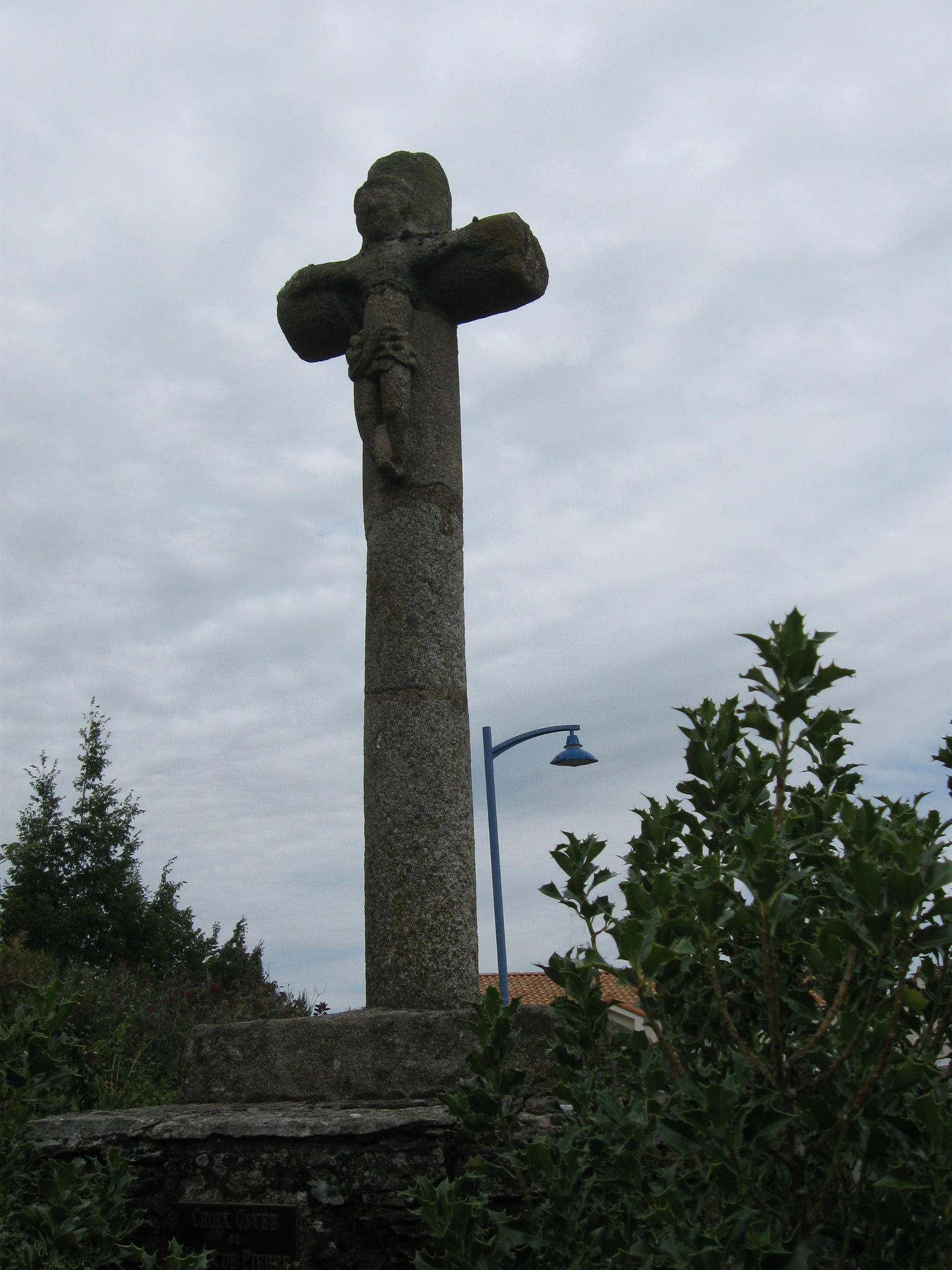

- Le manoir de l'Elaudière
- Le manoir de l'Egletière (ou l'Aigletière)
- Le manoir de Bazouinière
- Le manoir de la Gauvelière
- Le manoir de Coudray
- Le manoir de La Guillonnière
- Le manoir de la Brigolière

- Croix Cahyer

### Personnalités liées à la commune
- Vincent-Yves Boutin, (1772-1815), colonel, né au Loroux-Bottereau.
- Famille Barrin
- Aristide Le Dantec, (1877-1964), médecin militaire français, créateur et premier directeur de l’école de médecine de l’Afrique Occidentale Française.
- Lucien Fruchaud, (1934-), né au Loroux-Bottereau, évêque de Saint-Brieuc et Tréguier de 1992 à 2009.
- Lionel Lamy, (1943-2018), né au Loroux-Bottereau, footballeur professionnel.

### Héraldique et devise
| Blason | Blasonnement : Palé contre-palé d'argent et d'azur, à deux chevrons d'or brochant sur le tout. Commentaires : Blason peint sur une toile conservée en l'église paroissiale avec mention : « À la paroisse du Loroux pour sa vaillance et son martyre, Charles roi de France a donné ce tableau » (il s'agit de Charles X – 1829). Blason (délibération municipale du 12 janvier 1989) enregistré le 6 février 1989. |

La devise du Loroux-Bottereau : Fortes in bello, in fide autem fortiores ou, en français : « Valeureux dans la guerre et plus encore dans la foi ».

## Pour approfondir